# Henk Henriët
Hendricus Antonius (Henk) Henriët (Amsterdam, 12 juli 1903 – Neustadt, 3 mei 1945) was een Nederlands schilder, tekenaar en beeldhouwer.

## Leven en werk
Henriët was zoon van Alida Susanna Dalman en sigarenmaker Bartholomeus Henriët. Hij werd opgeleid aan de Industrieschool van de Maatschappij voor den Werkenden Stand onder Johan Laurent ter Veer. Hij kwam in dienst bij een boekverkoper die zijn tekentalent ontdekte. Hij vervolgde zijn onderwijs aan de Rijksnormaalschool voor Teekenonderwijzers en was een leerling van onder anderen Albert Hemelman. In 1923 deed hij toelatingsexamen aan de Rijksakademie, maar volgde daar maar een paar lessen. In 1924 maakte hij een studiereis naar Parijs. In 1923 was hij gaan samenwonen met Gerarda Antonia Maria (Tonia) Sluijter (1899-1980), zus van zijn jeugdvriend, de schilder Gerard Sluijter. Zij was toen nog getrouwd en hun eerste kinderen kregen de naam van haar man. Na haar scheiding in 1930 kregen de kinderen Henriëts naam, het stel trouwde pas in 1939. Ze hadden een vrij huwelijk, Henriët kreeg ook kinderen bij andere vrouwen.
Henriët schilderde en tekende portretten, figuurvoorstellingen en stillevens en maakte ook grafisch werk. In 1935 ontwierp hij de Kinderpostzegels. Hij was lid en bestuurslid van De Onafhankelijken. In de jaren dertig werd hij communist en lid van de antifascistische Bond van Kunstenaars ter Verdediging van de Kulturele Rechten. Met Jan Havermans maakte hij politieke prenten onder het pseudoniem Jan Riet. In de tweede helft van de jaren dertig maakte hij illustraties voor een heruitgave van Gargantua en Pantagruel van François Rabelais. Onder invloed van Havermans en Ger Gerrits, ging hij zich bezighouden met beeldhouwen. Hij werd lid van de Nederlandse Kring van Beeldhouwers.
Tijdens de Tweede Wereldoorlog weigerde Henriët zich aan te sluiten bij de Nederlandsche Kultuurkamer. Hij zegde zijn lidmaatschap van De Onafhankelijken op en werd actief in het verzet. Hij vervalste papieren en zorgde voor onderduikadressen. Hij werd in december 1944 opgepakt en via Kamp Amersfoort in februari 1945 naar Neuengamme gestuurd. Hij was een van de duizenden gevangenen die in april 1945 door de Duitsers aan boord van de Cap Arcona werd gebracht. Het schip lag in de Lübecker Bocht bij Neustadt, toen het door de Royal Air Force werd gebombardeerd. Ruim 7000 mensen, onder wie Henriët, Robert de Brauw en Louis de Visser, kwamen daarbij om. Hij is 41 jaar geworden.
In 1946 werd in het Stedelijk Museum in Amsterdam een tentoonstelling rond Henriët georganiseerd. Hij had in de jaren dertig een gipsen beeld van een volksvrouw gemaakt, waarvoor zijn vrouw model stond. Het beeld behoort tot de collectie van het Stedelijk en werd in 1967 in brons gegoten. Het staat sindsdien als een monument ter nagedachtenis aan Henriët aan het Marnixplein. In Amsterdam-West werd een straat naar hem vernoemd. In 2006 schonk zijn familie meer dan 100 van Henriëts werken aan het Rijksmuseum Amsterdam.

## Werken (selectie)

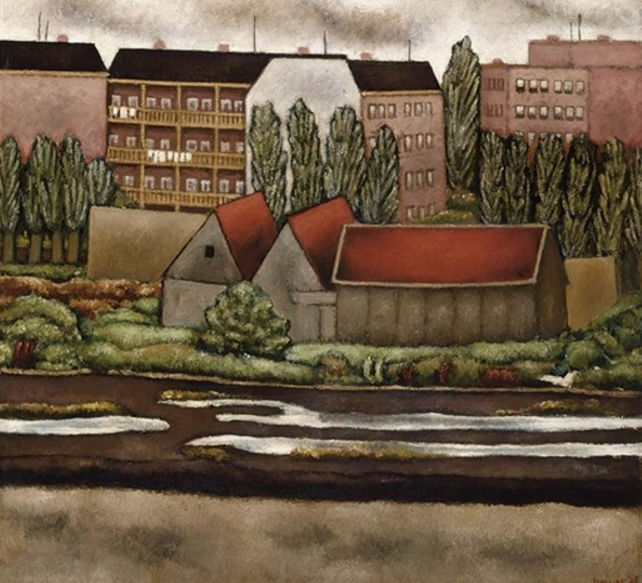
Slatuintjes (1928)
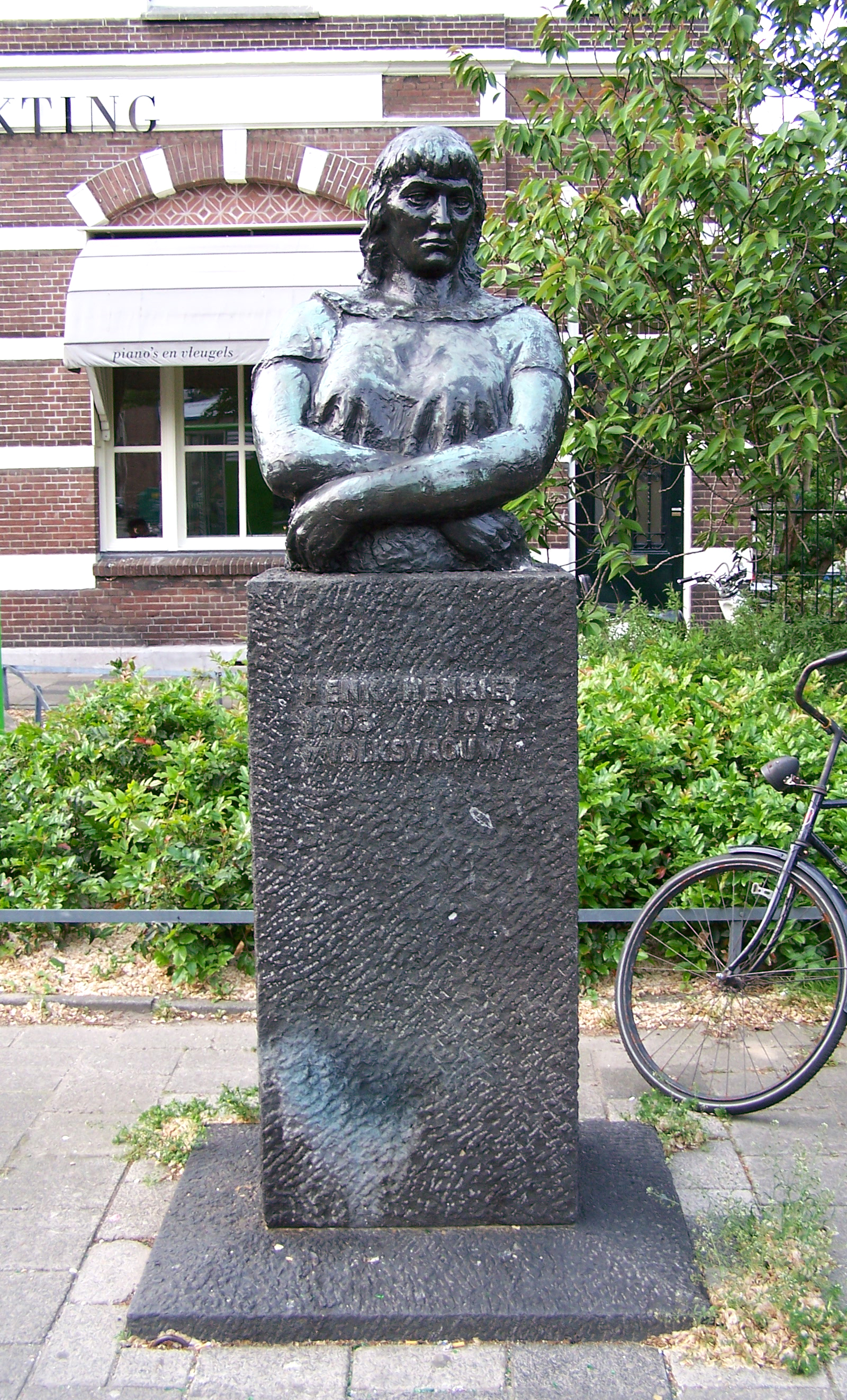
Volksvrouw (jaren 30)
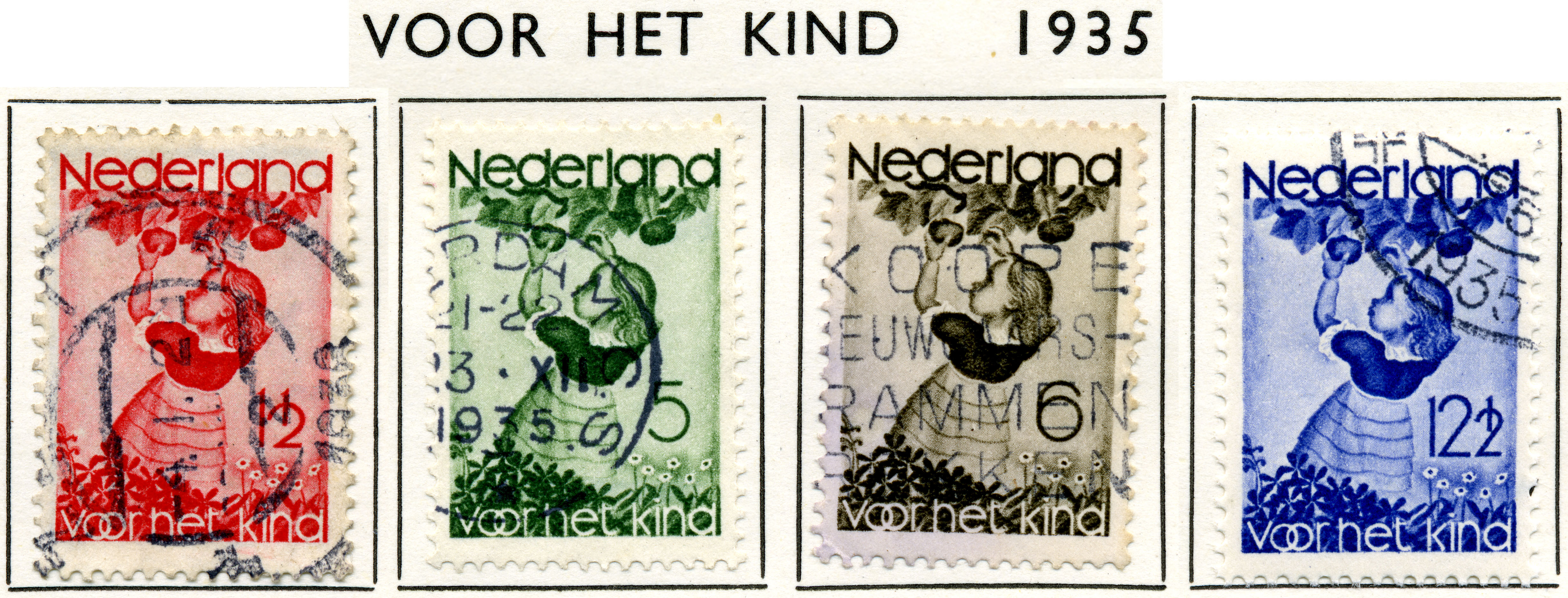
Kinderpostzegels (1935)
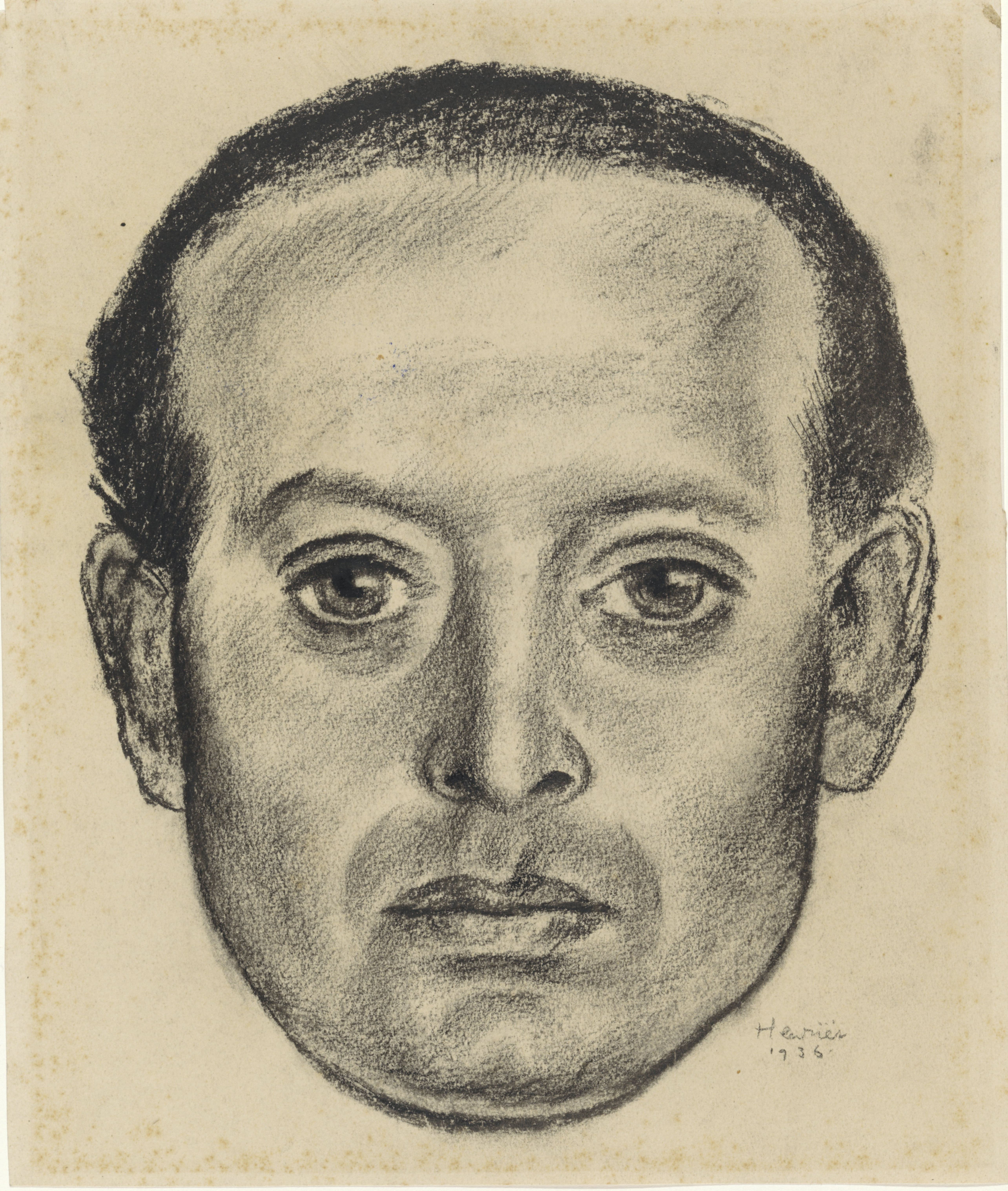
Portret van Chaim Knorringa (1936)
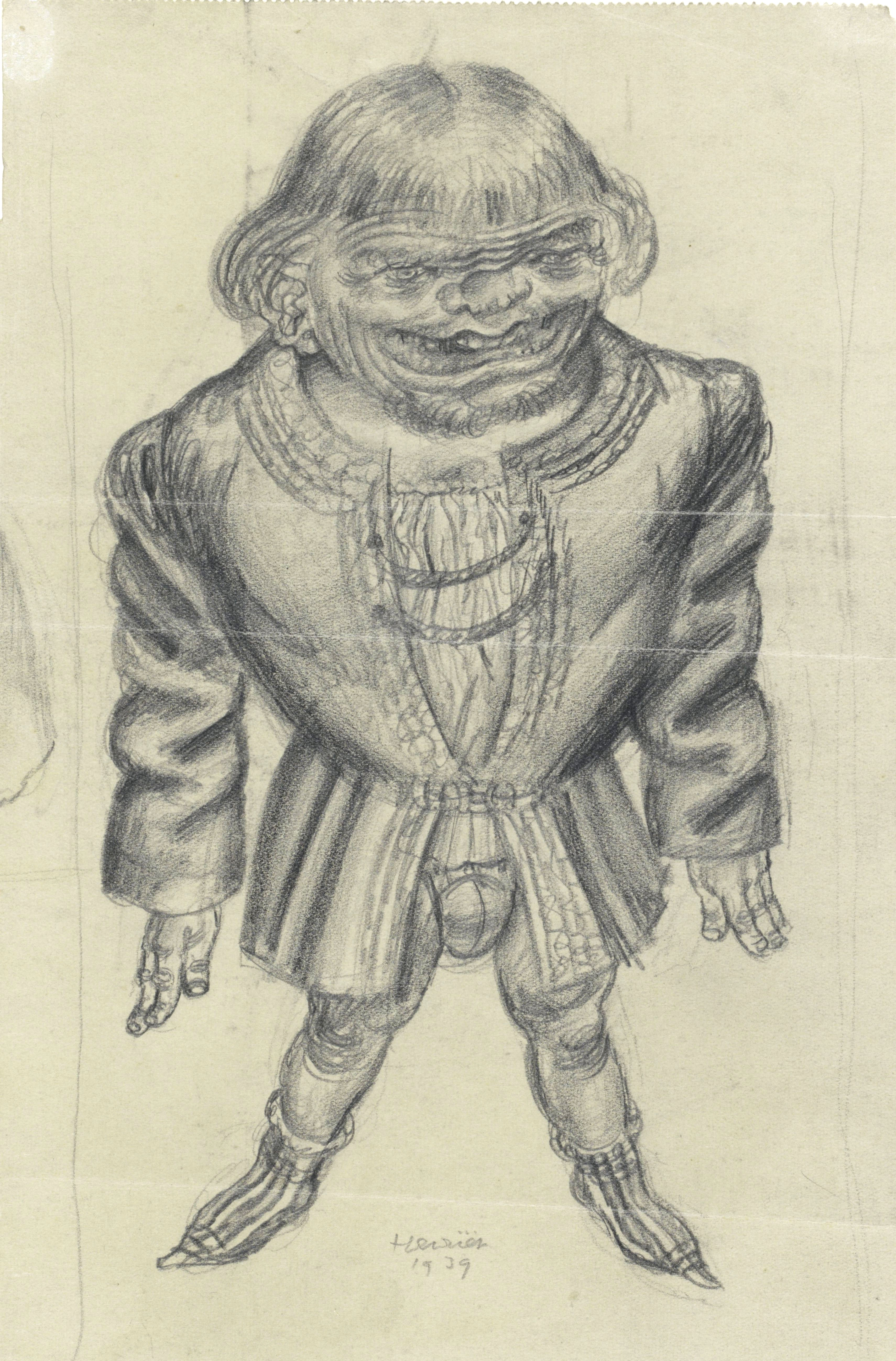
Grandgousier (1939)
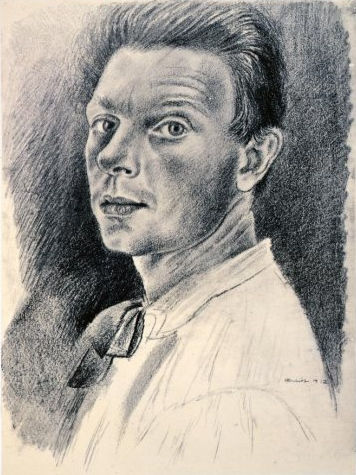
Zelfportret en profil (1942)